# Oncodostigma microflorum
Oncodostigma microflorum är en kirimojaväxtart som beskrevs av Hiroshi Okada. Oncodostigma microflorum ingår i släktet Oncodostigma och familjen kirimojaväxter. Inga underarter finns listade i Catalogue of Life.